# Shine On You Crazy Diamond
Shine On You Crazy Diamond är ett musikstycke i nio delar från 1975, framförda av Pink Floyd på deras konceptalbum Wish You Were Here.
Stycket är en hyllning till den förre bandmedlemmen Syd Barrett, som hade fått lämna bandet 1968 på grund av mentala problem till följd av tungt missbruk av framför allt LSD. Titeln på stycket kan översättas till "Fortsätt briljera du galna diamant".

## Fyra toner
Ursprunget till Shine On You Crazy Diamond var en sorgsen gitarrslinga på fyra toner, Bb - F - G - E, som David Gilmour tidigare hade improviserat fram på sin svarta Fender Stratocaster redan sommaren 1974. När han lade till litet delay och andra effekter lät det riktigt snyggt, de andra bandmedlemmarna hakade på och utvecklade melodin runt denna melodislinga. Denna återkommer flera gånger under stycket.

## Styckets delar
De nio delarna är uppdelade i två grupper; de fem första delarna (Part I–V) inleder albumet och de fyra sista (Part VI–IX) avslutar det. Den exakta uppdelningen av låten framgår inte av materialet som följer med vare sig LP- eller CD-skivan, och är inte självklar utifrån musiken. Den informationen finns endast i publicerade partitur.
Mellan Part V och Part VI är låtarna "Welcome to the Machine", "Have a Cigar" och "Wish You Were Here" infogade. Dessa tre låtar utgör resten av albumet.
Samtliga delar utom den sista är skrivna av Roger Waters, David Gilmour och Richard Wright.

### Part I–V
| Titel    | Tid        | Text och musik        | Information |
| -------- | ---------- | --------------------- | --- |
| Part I   | 0.00–2.09  | Wright/Waters/Gilmour | Del ett börjar mjukt med mestadels synthharmonier och en lugn melodi. |
| Part II  | 2.10–3.54  | Gilmour/Waters/Wright | I del två börjar David Gilmour spela ett gitarrsolo. |
| Part III | 3.55–6.27  | Waters/Gilmour/Wright | I den tredje delen börjar Nick Mason spela trummor. Gilmour spelar ännu ett solo. |
| Part IV  | 6.28–8.42  | Gilmour/Wright/Waters | Richard Wright inleder den fjärde delen med ett synthsolo. Gilmour spelar ett bluesaktigt gitarrsolo. |
| Part V   | 8.43–13.30 | Waters/Gilmour/Wright | Först i den femte delen börjar texten. Roger Waters sjunger med Gilmour, Wright och flera kvinnliga bakgrundssångare i bakgrunden. Dick Parry spelar ett solo på saxofon. Saxofonen tonas ut för att överröstas av de maskinliknande ljuden som inleder nästa musikstycke, Welcome to the Machine. |

### Part VI–IX
| Titel     | Tid        | Text och musik        | Information |
| --------- | ---------- | --------------------- | --- |
| Part VI   | 0.00–4.55  | Wright/Waters/Gilmour | Wish You Were Here tonas ut i ett sövande brus, detta brus inleder denna del. En stundtals ganska jazzig inledning. |
| Part VII  | 4.56–5.59  | Waters/Gilmour/Wright | Den sjunde delen är i princip en upprepning av sången från del fem.                                                 |
| Part VIII | 6.00–8.59  | Gilmour/Wright/Waters | Jazzinfluerat kort stycke, synth och elgitarr.                                                                      |
| Part IX   | 9.00–12.22 | Wright                | Den sista delen har ett lugnt tempo. Avslutar albumet i samma anda och tongångar som inledningen med part I.        |